# Modello di propagazione radio
In radiopropagazione un modello di propagazione radio, noto anche come modello di propagazione delle onde radio o modello di propagazione delle radiofrequenze, è una formulazione matematica empirica per la caratterizzazione della propagazione nello spazio delle onde radio in funzione della frequenza, della distanza e di altre condizioni. Un singolo modello viene in genere sviluppato per prevedere il comportamento di propagazione per tutti i collegamenti simili sotto vincoli simili. Creato con l'obiettivo di formalizzare il modo in cui le onde radio vengono propagate da un luogo a un altro, in genere tali modelli prevedono la perdita del percorso lungo un collegamento o l'area di copertura effettiva di un trasmettitore.

## Descrizione

### Caratteristiche
Poiché la perdita di percorso incontrata lungo qualsiasi collegamento radio funge da fattore dominante per la caratterizzazione della propagazione per il collegamento, i modelli di propagazione radio si concentrano tipicamente sulla realizzazione della perdita del percorso con il compito ausiliario di predire l'area di copertura per un trasmettitore o modellando la distribuzione di segnali su diverse regioni
Poiché ogni singolo collegamento di telecomunicazione deve affrontare diversi tipi di terreno, percorso, ostacoli, condizioni atmosferiche e altri fenomeni, non è possibile formulare la perdita esatta per tutti i sistemi di telecomunicazione in una singola equazione matematica. Di conseguenza, esistono diversi modelli per diversi tipi di collegamenti radio in condizioni diverse. I modelli si basano sul calcolo della perdita del percorso mediano per un collegamento con una certa probabilità che si verificheranno le condizioni considerate.

### Metodologia di sviluppo
I modelli di propagazione radio sono di natura empirica, il che significa che sono sviluppati sulla base di ampie raccolte di dati raccolti per lo scenario specifico. Per ogni modello, la raccolta di dati deve essere sufficientemente ampia da fornire sufficiente probabilità (o portata sufficiente) a tutti i tipi di situazioni che possono verificarsi in quello specifico scenario. Come tutti i modelli empirici, i modelli di propagazione radio non indicano il comportamento esatto di un collegamento, piuttosto, predicono il comportamento più probabile che il collegamento può mostrare nelle condizioni specificate.
Diversi modelli sono stati sviluppati per soddisfare le esigenze di realizzazione del comportamento di propagazione in diverse condizioni. I tipi di modelli per la propagazione radio includono:

### Modelli per attenuazione esterna
- Modelli di città
  - Modello di Okumura
  - Modello Hata per aree urbane
  - Modello Hata per aree suburbane
  - Modello Hata per aree aperte
  - modello COST Hata

### Modelli per attenuazioni indoor
- Modello ITU per attenuazione interna
- Modello perdita percorso logaritmico

## Software
- Propagation Modeling Website (PMW)
- Software di propagazione della radio ITS